# Sarabotys
Sarabotys là một chi bướm đêm thuộc họ Crambidae.

## Các loài
- Sarabotys cupreicostalis
- Sarabotys ferriterminalis Munroe, 1964